# Golubaja, buhta
Golubaja, buhta är en vik i Antarktis. Den ligger i Östantarktis. Norge gör anspråk på området.